# Tudor Mohora
Tudor Mohora (n. 6 octombrie 1950, com. Bogdana, județul Teleorman) este un politician român, membru al Partidul Social Democrat. În legislatura 1992-1996, Tudor Mohora a fost ales pe listele PSM dar a devenit deputat neafiliat din februarie 1995.  
Tudor Mohora a făcut parte din grupul care în 2011 a înființat Partidul Dreptatea Socială. În legislatura 2000-2004, Tudor Mohora a fost membru în grupurile parlamentare de prietenie cu Arabia Saudită, Republica Coreea și Republica Federală Germania.  În legislatura 2004-2008, Tudor Mohora a fost membru în grupurile parlamentare de prietenie cu Statele Unite Mexicane, Regatul Belgiei și Regatul Norvegiei. 
Tudor Mohora este absolvent al Facultății de Chimie de la Universitatea București din 1974 și doctor în științe chimice din 1998.

## Începuturi și activitatea profesională
Născut în 1950 în județul Teleorman, Mohora a absolvit Facultatea de Chimie a Universității din București în 1974 și, fiind atras de gândirea național-comunistă, a fost membru al mai multor asociații studențești autorizate de regimul comunist. În 1978 a fost numit lector asistent și lector la Facultatea de Tehnologie Chimică a Institutului Politehnic din București. În 1988 a urmat un curs postuniversitar de sociologie.
După Revoluția Română din 1989 și-a întrerupt colaborarea cu Universitatea Politehnică și a fost angajat ca lector la Liceul Mihai Eminescu din capitala României. Ulterior s-a întors în domeniul universitar, iar în 1998 și-a obținut doctoratul în științe chimice.

## Cariera politică
Fiind membru al Partidului Comunist Român (PCR), sub conducerea lui Nicolae Ceaușescu, Tudor Mohora a deținut diverse funcții politico-administrative. Între 1974 și 1985 a fost secretar și președinte al Uniunii Asociațiilor Studenților Comuniști din România (UASCR), iar din 1985 până în 1989 a fost numit secretar al Consiliului Peoplegarie și vicepreședinte al Consiliului Peoplegarie Sector 4 al orașului București.
După Revoluția Română din 1989, care a pus capăt dictaturii Ceaușescu, alături de alte figuri care au participat activ la viața politică în cadrul regimului comunist, Mohora s-a numărat printre membrii fondatori ai formațiunii politice Partidul Socialist al Muncii (PSM). Partidul avea o orientare socialistă și naționalistă, cultivând nostalgia față de regimul comunist. Mohora a fost secretar și vicepreședinte al partidului.
PSM a participat la alegerile parlamentare din 1992, obținând 13 deputați și 5 senatori. Mohora a fost liderul grupului parlamentar PSM. Printre alte posturi parlamentare, a participat la Comisia pentru Propuneri Legislative privind Funcționarea Partidelor Politice și la Comisia pentru Educație, Știință, Tineret și Sport. Din cauza unor conflicte interne în ceea ce privește susținerea pe care PSM a acordat-o Guvernului condus de Nicolae Văcăroiu, gruparea condusă de Mohora s-a rupt de PSM în 1995, fondând Partidul Socialist.
Câteva luni mai târziu, PS a reușit chiar să depășească rezultatele obținute de PSM la alegerile parlamentare din 1996 din România, dar nu a atins pragul electoral, rămânând în afara parlamentului. Partidul Socialist a primit 2,29% în Cameră și 2,26% în Senat. Tudor Mohora a fost, de asemenea, unul dintre cei 16 candidați la președinția România și a ieșit pe locul 7 cu 1,27% din voturi.
În iulie 2000, Mohora a acceptat confluența PS cu Partidul Social-Democrat Român (PSDR), Alexandru Athanasiu, devenind președinte al Consiliului Național. În același an, PSDR a semnat un acord cu Partidul Democrației Sociale din România (PDSR) al lui Ion Iliescu pentru fuziunea celor două formațiuni, ca urmare a alianței electorale a Polului Democrației Sociale din România, care în noiembrie a câștigat alegerile parlamentare care au dus la formarea guvernului Năstase. În iunie 2001, PSDR și PDSR au format oficial Partidul Social Democrat (PSD).
În urma alegerii sale ca deputat, Mohora a fost Secretar al Biroului Camerei și membru al Comitetului de Validare în timpul noii legislaturi. La nivel de partid, Tudor Mohora a fost membru al biroului executiv central al PSD (2001-2005) și membru al consiliului național (din 2005). A fost reales deputat în 2004.
În aprilie 2006 a fost numit președinte al Comisiei de Investigare a Abuzului, Corupției și Petițiilor în locul lui Valer Dorneanu. În luna septembrie a aceluiași an, PSD a prezentat însă ipoteza înlocuirii acesteia, în contextul unei revizuiri mai ample a președinției comisiilor parlamentare, ca urmare a înlăturării lui Dan Ioan Popescu din funcția de Președinte al Comisiei pentru Industrie și Servicii. Ca urmare, în presă a apărut vestea că, din cauza deciziei PSD, Mohora urma să înceapă negocierile cu PRM pentru trecerea sa în partidul prezidat de Corneliu Vadim Tudor. Mohora a negat orice zvon și și-a confirmat apartenența la PSD. În 2007 a fost membru al Comitetului de Monitorizare pentru Radio și Televiziune. 
În 2008 nu a mai candidat pentru încă un mandat de parlamentar. În 2011, împreună cu alte figuri care au reprezentat aripa de stânga a PSD, cum ar fi Octavian Cozmâncă, Ion Sasu și Ion Toma, a fost unul dintre fondatorii Partidului Dreptății Sociale. Aceasta în 2014 a susținut candidatura prezidențială a independentului Teodor Meleșcanu, care a câștigat 1,09% din voturi.

## Viața personală
Tudor Mohora este căsătorit cu Maria Mohora, profesoară de biochimie la Universitatea de Medicină și Farmacie Carol Davila, alături de care are 2 copii. 